# テーサバーンナコーン・プラナコーンシーアユッタヤー

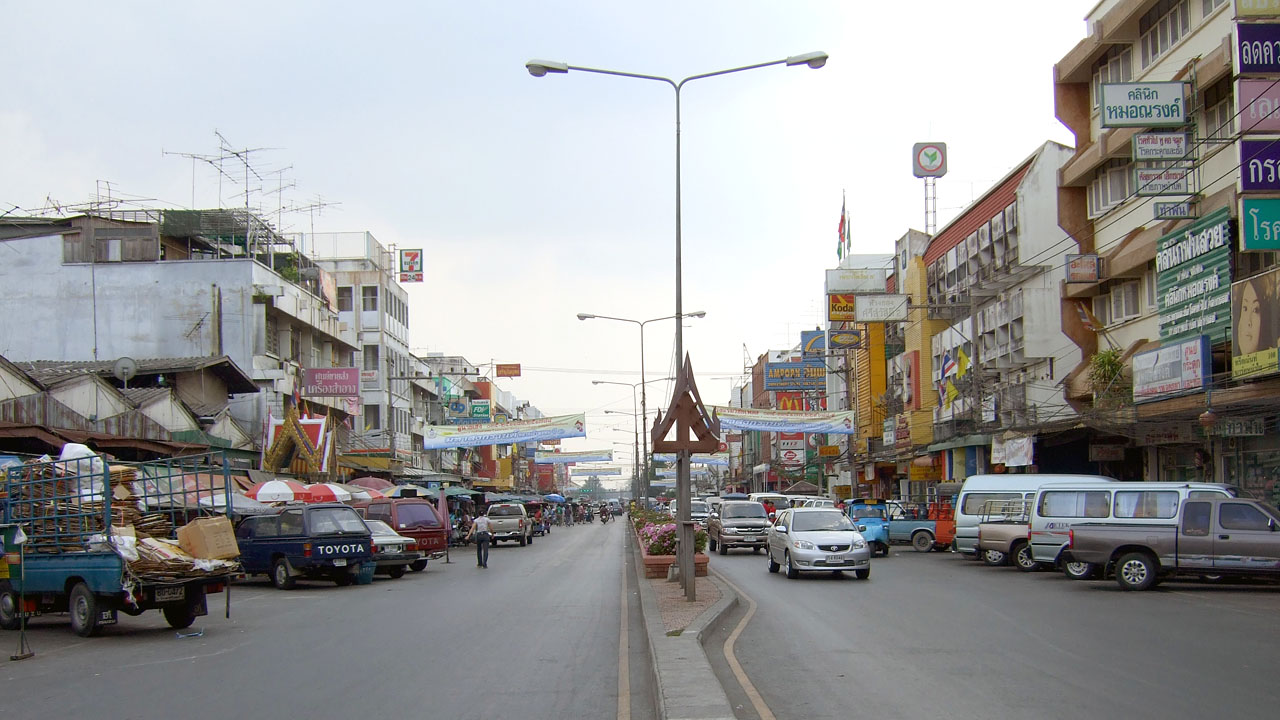
中心街であるナレスワン通り

テーサバーンナコーン・プラナコーンシーアユッタヤーないしアユタヤ自治体はタイ王国アユタヤ県アユタヤ郡にあるナコーン自治体（テーサバーンナコーン）である。タムボン・プラトゥーチャイ、タムボン・カマン、タムボン・ホーラッタナチャイ、タムボン・フワロー、タムボン・ターワースックリーの全体および、タムボン・ハントラー、タムボン・バーンコ、タムボン・クローンスワンプルー、タムボン・クローンサブワ、タムボン・コリエンの一部からなる。

## 歴史
1909年、アユタヤの市街地をもってスカーピバーンムアン・クルンカオが勅命で成立。1916年5月25日、タムボン・フワロー、タムボン・ホーラッタナチャイ、タムボン・ターワースックリー、タムボン・クローンスワンプルー、タムボン・カマンをもって再びスカーピバーンが成立した。1935年、テーサバーンムアン・ナコーンシーアユッタヤーとしてムアン自治体（テーサバーンムアン）に昇格した。その後、1938年、1956年、1962年、テーサバーンに指定された市街地は拡大した。1999年テーサバーンナコーン・ナコーンシーアユッタヤーとして、ナコーン自治体に昇格。その後、2005年8月30日テーサバーンナコーン・プラナコーンシーアユッタヤーに改称した。